# NGC 2603
إن جي سي 2603 التي يرمز لها بالرمز NGC 2603، هي مجرة، في كوكبة الدب الأكبر.

## الاكتشاف
اكتشفت في 9 فبراير 1850، بواسطة ويليام بارسونز.